# Попов, Сергей Николаевич (легкоатлет)
Сергей Николаевич Попов (16 марта 1929 — 2 декабря 2018) — советский легкоатлет, специализировавшийся в барьерном беге, призёр чемпионатов СССР, участник летних Олимпийских игр 1952 года в Хельсинки, мастер спорта СССР, кандидат медицинских наук, профессор.

## Биография

### Спортсмен
На Олимпиаде представлял страну в беге на 110 метров. В предварительном забеге занял 2-е место с результатом 14,99 сек. В полуфинале занял 4-е место (15,04 сек) и выбыл из дальнейшей борьбы.

### Ученый
В 1992—2010 годах возглавлял кафедру лечебной физической культуры ГЦОЛИФКа, массажа и реабилитации. Под его руководством за 17 лет были подготовлены более 850 специалистов, бакалавров и магистров по физической реабилитации, более 30 кандидатов наук. Автор более 250 научных и методических работ, в том числе более 20 учебников и учебных пособий. Подготовленный Поповым учебник «Лечебная физическая культура» переиздавался 12 раз. В 2013 году под его руководством были изданы учебники «Физическая реабилитация» (в 2-х томах) и «Частная патология».

## Результаты

### Соревнования

#### Чемпионаты страны
- 1948:
  - Бег на 200 метров с барьерами —  (25,6);
- 1951:
  - Бег на 110 метров с барьерами —  (14,8);
  - Бег на 200 метров с барьерами —  (24,9);
- 1952:
  - Бег на 110 метров с барьерами —  (14,9);
- 1953:
  - Бег на 110 метров с барьерами —  (14,7);
- 1954:
  - Бег на 110 метров с барьерами —  (14,5);